# Dicranomyia (Dicranomyia) alfaroi
Dicranomyia (Dicranomyia) alfaroi is een tweevleugelige uit de familie steltmuggen (Limoniidae). De soort komt voor in het Neotropisch gebied.